# Slagroomtaart
Een slagroomtaart is een taart of gebakje met een slagroomlaag die versierd wordt met vruchtjes en chocolade. De meeste slagroomtaarten hebben een biscuit als basis en een soort aardbeienjamlaagje in het midden; vaak wordt er nog een banketbakkersroomlaagje tussen gedaan om de taart een betere smaak te geven en om het een wat minder droge textuur te geven. In Nederland en België is het een populaire taart.
Vaak wordt deze taart ook gebruikt als verjaardagstaart bij het vieren van een verjaardag. Dan wordt hij nog eens versierd met kaarsjes, soms een getal of opgemaakt met een bepaald thema.

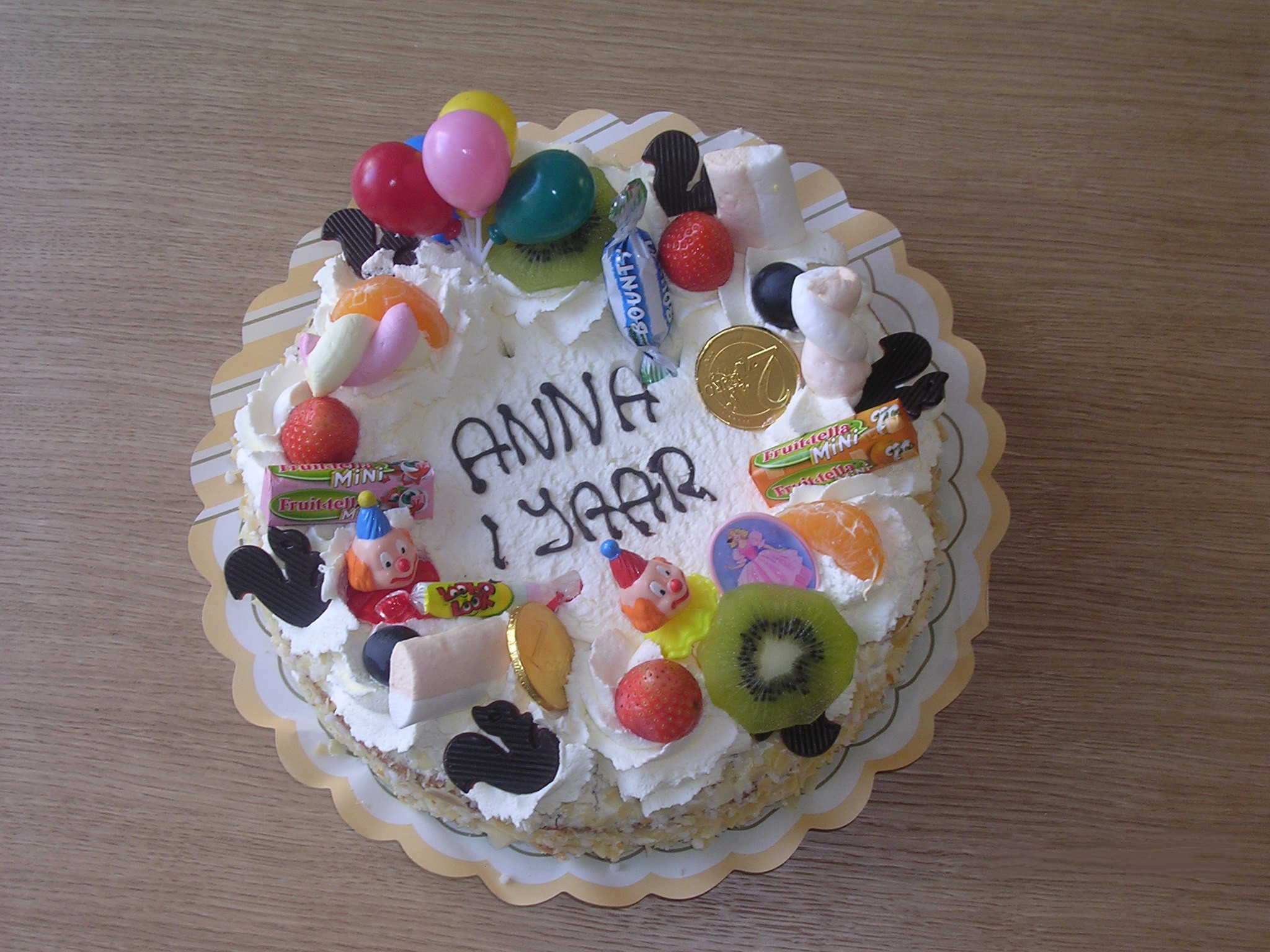
Een versierde slagroomtaart

## Trivia
- Slagroomtaart is de meest gebruikte taart bij taartgooien.